# Ambrosiella tingens
Ambrosiella tingens är en svampart som först beskrevs av Lagerb. & Melin, och fick sitt nu gällande namn av L.R. Batra 1968. Ambrosiella tingens ingår i släktet Ambrosiella och familjen Ceratocystidaceae.   Inga underarter finns listade i Catalogue of Life.